# Oscurecimiento
El oscurecimiento o blackout es un efecto colateral de la detonación de armas nucleares que perturba las comunicaciones de radio y hace que los sistemas de radar se apaguen o refracten en exceso con lo que ya no puedan ser utilizados para un seguimiento y guía precisos. Dentro de la atmósfera, el efecto es causado por el gran volumen de aire ionizado creado por la energía de la explosión, mientras que por encima de la atmósfera se debe a la acción de partículas beta de alta energía liberadas de los restos de la bomba en descomposición. En altitudes elevadas, el efecto puede extenderse a grandes áreas, cientos de kilómetros. El efecto se desvanece lentamente a medida que la bola de fuego se disipa. El área de alta ionización del aire, desarticula o impide la circulación de ondas electromagnéticas (radar, radio, etc) e infrarrojas. Como consecuencia, los sistemas de teledetección y telecomunicaciones radiales resultan inoperativos si tienen que transmitir o recibir a través de estas áreas ionizadas.

## Historia
El efecto se conoció desde los primeros días de las pruebas nucleares cuando se utilizaron sistemas de radar para rastrear las nubes de los hongos nucleares a distancias muy largas. Sus efectos extendidos cuando explotó fuera de la atmósfera se notaron por primera vez en 1958 como parte de las pruebas nucleares Hardtack y Argus, que causaron interferencias de radio a lo largo de miles de kilómetros. El efecto fue tan desconcertante que tanto los soviéticos como los estadounidenses rompieron la moratoria de prueba informal que existía desde fines de 1958 para realizar una serie de pruebas para recopilar más información sobre los diversos efectos a gran altitud como el dicho apagón y el EMP (electro-magnetic pulse:  ‘pulso electromagnético’).

## Utilidad
De las múltiples contraestrategias existentes para inutilizar a los sistemas antimisiles en un contexto de Guerra nuclear, la generación deliberada de regiones de oscurecimiento por parte del atacante es una de las más sencillas y eficaces, impidiendo el seguimiento y guiado (homing) del sistema antimisil para el tramo final del recorrido del misil. Al estallar una ojiva en la atmósfera superior justo más allá del alcance de los misiles de defensa, un atacante puede cubrir una amplia área del cielo detrás de la cual no se pueden ver las ojivas que se aproximan. Cuando esas ojivas emergen del área de apagón, puede que no haya tiempo suficiente para que el sistema defensivo procese la información de seguimiento y las ataque. Esta fue una preocupación seria para el programa LIM-49 Nike Zeus de finales de la década de 1950, y una de las razones por las que finalmente se canceló. Un descubrimiento clave en las pruebas fue que el efecto se aclaró más rápidamente para las frecuencias más altas. Los diseños posteriores de defensa antimisiles utilizaron radares que funcionan a frecuencias más altas en la UHF y región de microondas para mitigar el efecto. 

### Citas
1. ↑  Blades y Siracusa, 2014, p. 178.